# Комитет по неправительственным организациям Экономического и Социального Совета ООН
Комитет по неправительственным организациям Экономического и Социального Совета ООН (англ. United Nations Committee on Non-Governmental Organizations) отвечает за аккредитацию неправительственных организаций, имеющих консультативный статус при ООН. Созданный в 1946 году, он подчиняется непосредственно Экономическому и Социальному Совету ООН (ЭКОСОС). Сокращенное название — КНПО.

## Функции
В 1996 году в резолюции ЭКОСОС 1996/31 были определены следующие функции: Комитет отвечает за регулярный контроль за развитием отношений между неправительственными организациями и Организацией Объединенных Наций. Для выполнения этой обязанности Комитет перед началом каждой своей сессии, и в других случаях, когда это необходимо, проводит консультации с организациями, имеющими консультативный статус, для обсуждения интересующих Комитет или организации вопросов, которые касаются отношений между неправительственными организациями и Организацией Объединенных Наций. Доклад о таких консультациях препровождается Совету для принятия соответствующего решения.

## Членство
В состав комитета входят 19 членов, которые избираются на основе принципа справедливого географического распределения следующим образом: 5 членов от африканских государств, 4 члена из азиатских государств, 2 члена из стран Восточной Европы, 4 члена из стран Латинской Америки и Карибского бассейна, 4 члена из стран Западной Европы и других государств. Члены избираются сроком на четыре года. В состав текущего комитета (2019–2022 гг.) входят: Бахрейн, Бразилия, Бурунди, Китай, Куба, Эстония, Эсватини, Греция, Индия, Израиль, Ливия, Мексика, Никарагуа, Нигерия, Пакистан, Российская Федерация, Судан, Турция и Соединенные Штаты Америки. 

## Процедура подачи заявления
НПО, желающая получить консультативный статус при Организации Объединенных Наций, должна сначала подать заявку в режиме онлайн в Отделение НПО Департамента по экономическим и социальным вопросам Секретариата ООН. После проверки заявки Отделением НПО она рассматривается Комитетом ЭКОСОС по НПО. Комитет принимает решение рекомендовать или не рекомендовать предоставление статуса НПО. Окончательное решение принимается ЭКОСОС на его ежегодной основной сессии.

## Критика
Хотя решение о предоставлении консультативного статуса НПО теоретически является техническим вопросом, решения Комитета порой весьма политизированы. Правозащитные организации и ряд правительств выразили обеспокоенность тем, что некоторые государства-члены, особенно те, где наблюдается плохая ситуация с правами человека, пытались заблокировать или воспрепятствовать аккредитации законных НПО.  Например, в мае 2016 года Комитет отклонил заявку Комитета защиты журналистов, неправительственной организации, которая следит за соблюдением свободы прессы во всем мире. Китай, Россия и Южная Африка были среди стран, проголосовавших за отказ предоставить группе консультативный статус.